# 塞韋麗娜·武科維奇

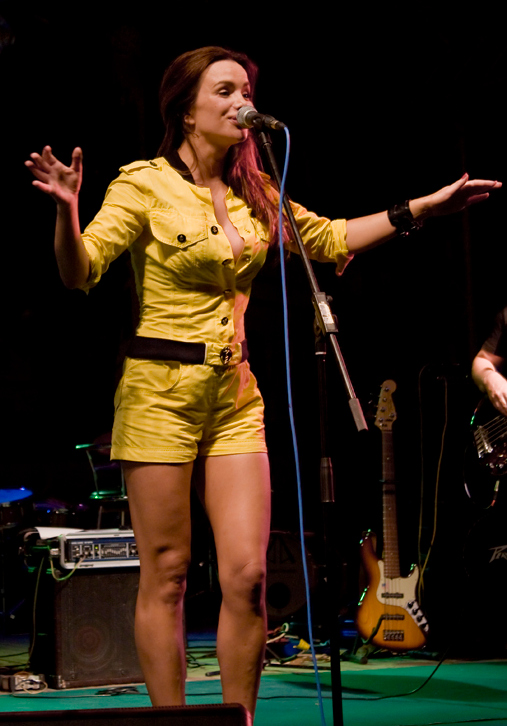
塞韋麗娜·武科維奇

塞韋麗娜·武科維奇 (Severina Vučković ，1972年4月21日—) 是一位克罗地亚创作歌手兼演员 。她代表克罗地亚参加在希腊雅典举行的2006年歐洲歌唱大賽，最終获得第12名。 她的YouTube频道观看次数超过10亿，她是克罗地亚第一個達成此成就的人。 